# Osterholz-Scharmbeck
Osterholz-Scharmbeck (niederdeutsch Oosterholt-Scharmbeek) ist die Kreisstadt des Landkreises Osterholz in Niedersachsen. Mit 29.965 Einwohnern ist sie die einzige Stadt im Landkreis und eine selbständige Gemeinde. Sie entstand 1927 aus dem Zusammenschluss der bisherigen Gemeinden Osterholz und Scharmbeck. Zwei Jahre später wurde die Gemeinde zur Stadt erhoben.

## Geografie

### Lage

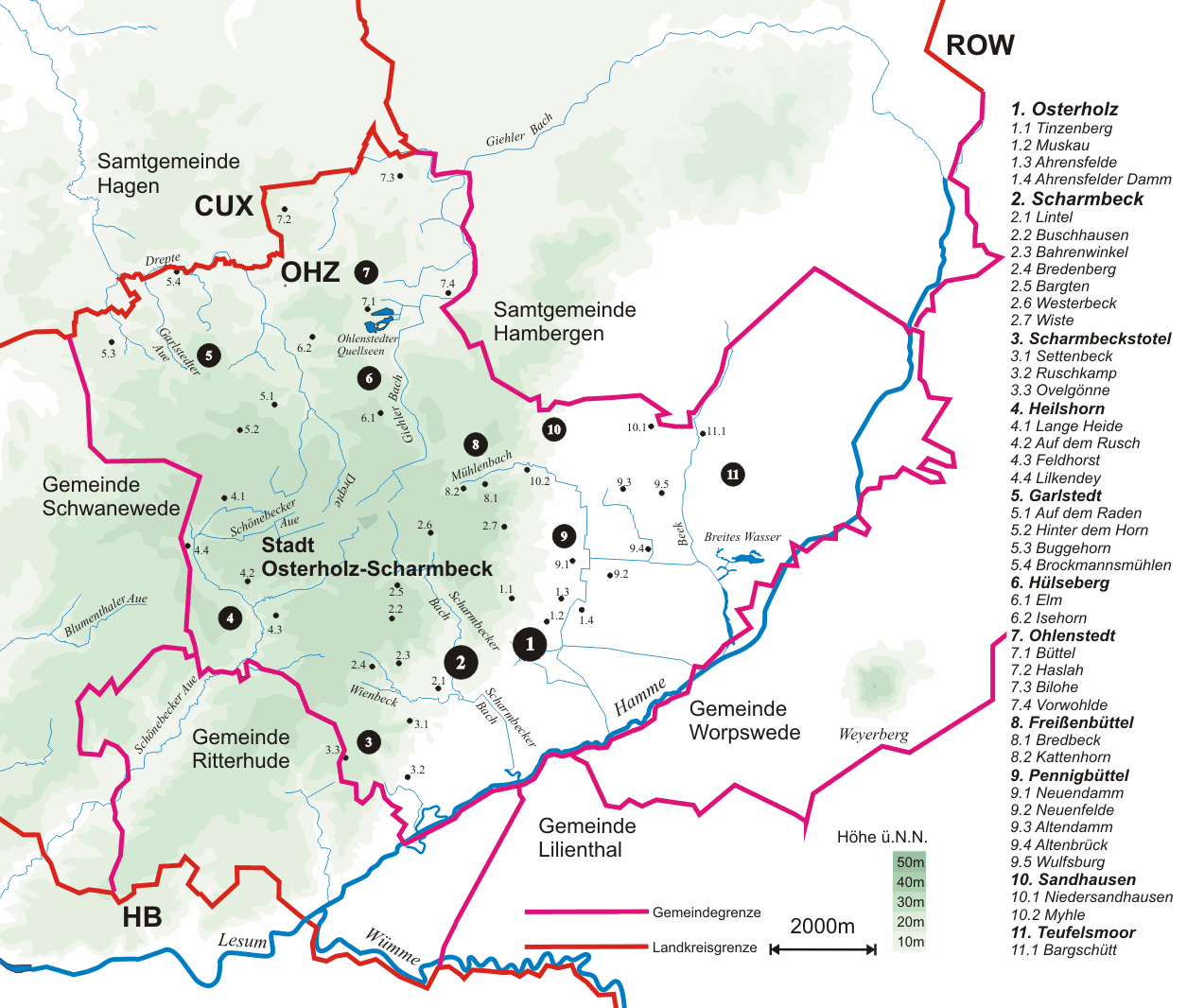
Topografie des Stadtgebiets

Osterholz-Scharmbeck liegt in der Norddeutschen Tiefebene ca. 22 Kilometer nordnordöstlich von Bremen nahe der Hamme, mit der die Stadt durch den Osterholzer Hafenkanal verbunden ist. Über den Oste-Hamme-Kanal bestand eine heute nicht mehr schiffbare Verbindung mit der Elbe. Östlich der Stadt erstreckt sich das Teufelsmoor mit dem Künstlerdorf Worpswede.

### Stadtgliederung
Die Stadt Osterholz-Scharmbeck besteht aus der Kernstadt und den neun Ortschaften:
| - Freißenbüttel - Garlstedt - Heilshorn | - Hülseberg - Ohlenstedt - Pennigbüttel | - Sandhausen - Scharmbeckstotel - Teufelsmoor |

Weitere Ortsteile, die allerdings keine administrative Unterstruktur bilden, sind in alphabetischer Reihenfolge:
| - Ahrensfelde - Altenbrück - Altendamm - Auf Dem Raden - Auf Dem Rusch | - Bargten - Bredbeck - Buschhausen - Büttel - Feldhof | - Haslah - Hinter Dem Horn - Kattenhorn - Lange Heide - Lintel | - Muskau - Myhle - Niedersandhausen - Ruschkamp - Settenbeck | - Vorwohlde - Westerbeck - Wiste |

### Geologie
Die Landschaft im Stadtgebiet von Osterholz-Scharmbeck ist vom Übergang der Endmoränenlandschaft Wesermünder Geest, deren südlicher Teil auch Osterholzer Geest genannt wird, ins Teufelsmoor geprägt. Beide Landschaftstypen sind Teil der glazialen Serie der Saale-Eiszeit, die die Norddeutsche Tiefebene geformt hat.
Der Geestrücken erhebt sich im Westteil des Stadtgebiets in der Langen Heide bis auf eine Höhe von 48 m ü. NN. Die Lange Heide ist das Quellgebiet der Hamme und zahlreicher kleinerer Flüsse, wie der Drepte, dem Scharmbecker Bach, der Wienbeck und der Schönebecker Aue. Der Geestrücken fällt nach Osten innerhalb der Kernstadt bis auf 4 m ü. NN ab. Die östlichen Stadtteile liegen bereits im Teufelsmoor, das durch das Urstromtal der Hamme gebildet wurde. In diesem Gebiet liegen einige Naturschutzgebiete, unter anderem das NSG Breites Wasser sowie das NSG Torfkanal und Randmoore.

### Nachbarstädte
| Nordenham 46 km   | Bremerhaven 39 km                           | Bremervörde 43 km |
| Brake 40 km       | Kompassrose, die auf Nachbargemeinden zeigt | Zeven 41 km       |
| Delmenhorst 31 km | Bremen 22 km                                | Achim 37 km       |

## Geschichte

### Entstehungsgeschichte der Stadt

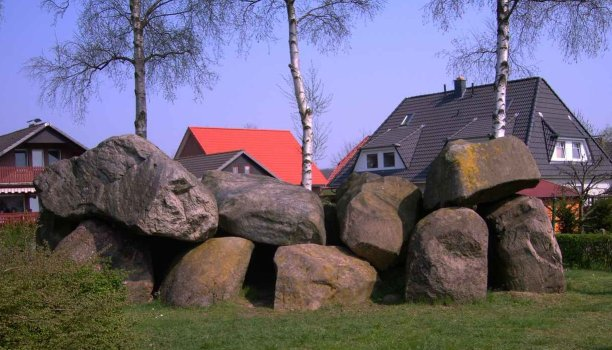
Steingrab in Osterholz-Scharmbeck (Vorderseite)

Osterholz-Scharmbeck entstand 1927 durch den Zusammenschlusses der Orte Osterholz und Scharmbeck. 1862, mit dem Bau der Eisenbahnlinie Bremen–Geestendorf (Bremerhaven) wurde bei der Benennung des Bahnhofs die Namen der beiden Flecken erstmals zusammengefasst. Ein beträchtlicher wirtschaftlicher Aufstieg setzte ein, da sich zahlreiche Industrien (Tabakverarbeitung, Eisengießerei, Schiffswerft, Reiswerke) etablieren konnten. 1911 kommt mit der Eröffnung der Bahnstrecke Bremervörde–Osterholz-Scharmbeck eine weitere wichtige Verkehrsverbindung hinzu. Am 24. Mai 1927 vollzog der Bezirk Stade des Landes Preußen die Vereinigung von Osterholz und Scharmbeck sowie der Landgemeinden Ahrensfelde, Bargten und Sandbeckerbruch zur vergrößerten Fleckengemeinde Osterholz-Scharmbeck. 1929 wurde der Gemeinde Osterholz-Scharmbeck das Stadtrecht durch das preußische Staatsministerium des Innern verliehen. 1928 wurde das 1891 gebaute Armenhaus als Rathaus genutzt und 2003 erfolgte der ergänzende Neubau.

### Erste Besiedelung
Um 10.000 v. Chr. streifen Jäger, Sammler und Fischer über die Osterholzer Geest und die angrenzenden Moore; ihre Anwesenheit ist durch die zahlreichen Funde von Spanmessern und Pfeilspitzen belegt, die im Heimatmuseum Osterholz ausgestellt sind. Einige dieser frühen Besucher der Geest werden nachweisbar sesshaft, da bei zahlreichen Ausgrabungen auch Spuren eines primitiven Ackerbaus (zum Beispiel Äxte) gefunden werden.
Zeugnis der Besiedlung ist das vor 2000 v. Chr. errichtete Großsteingrab an der Osterholzer Straße im Stadtzentrum. Dieses Hünengrab oder Hünenstein genannte gut erhaltene Kammergrab wird auf ein Alter von etwa 5.000 Jahren datiert.

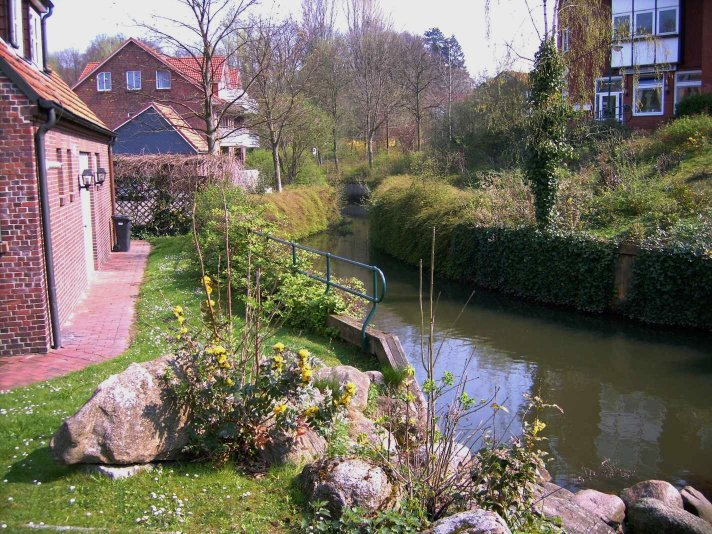
Scharmbecker Bach am Marktplatz in Scharmbeck

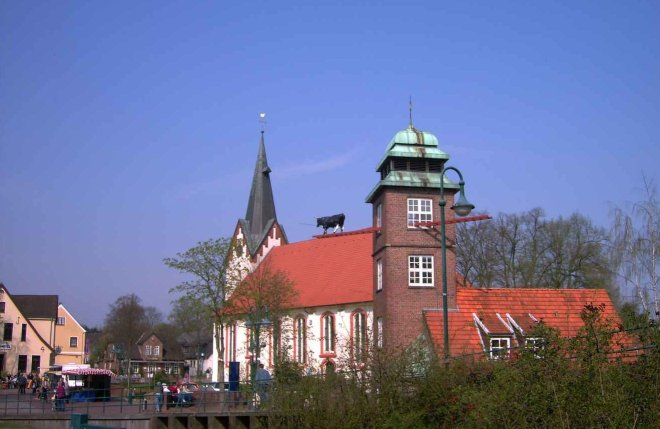
St.-Willehadi-Kirche und Schlauchturm

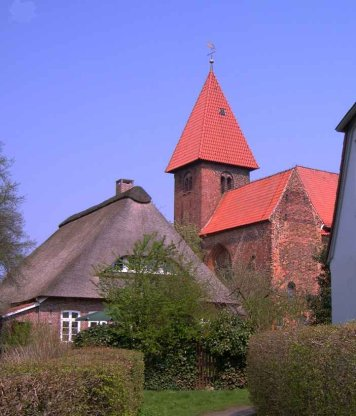
Klosterkirche St. Marien (Osterholz)

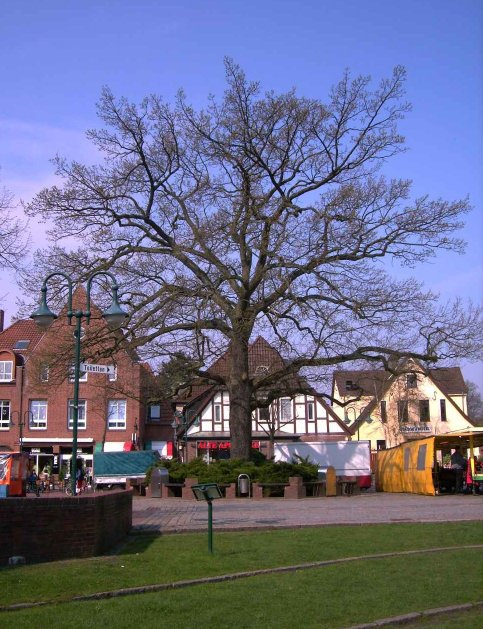
Marktplatz von Osterholz-Scharmbeck

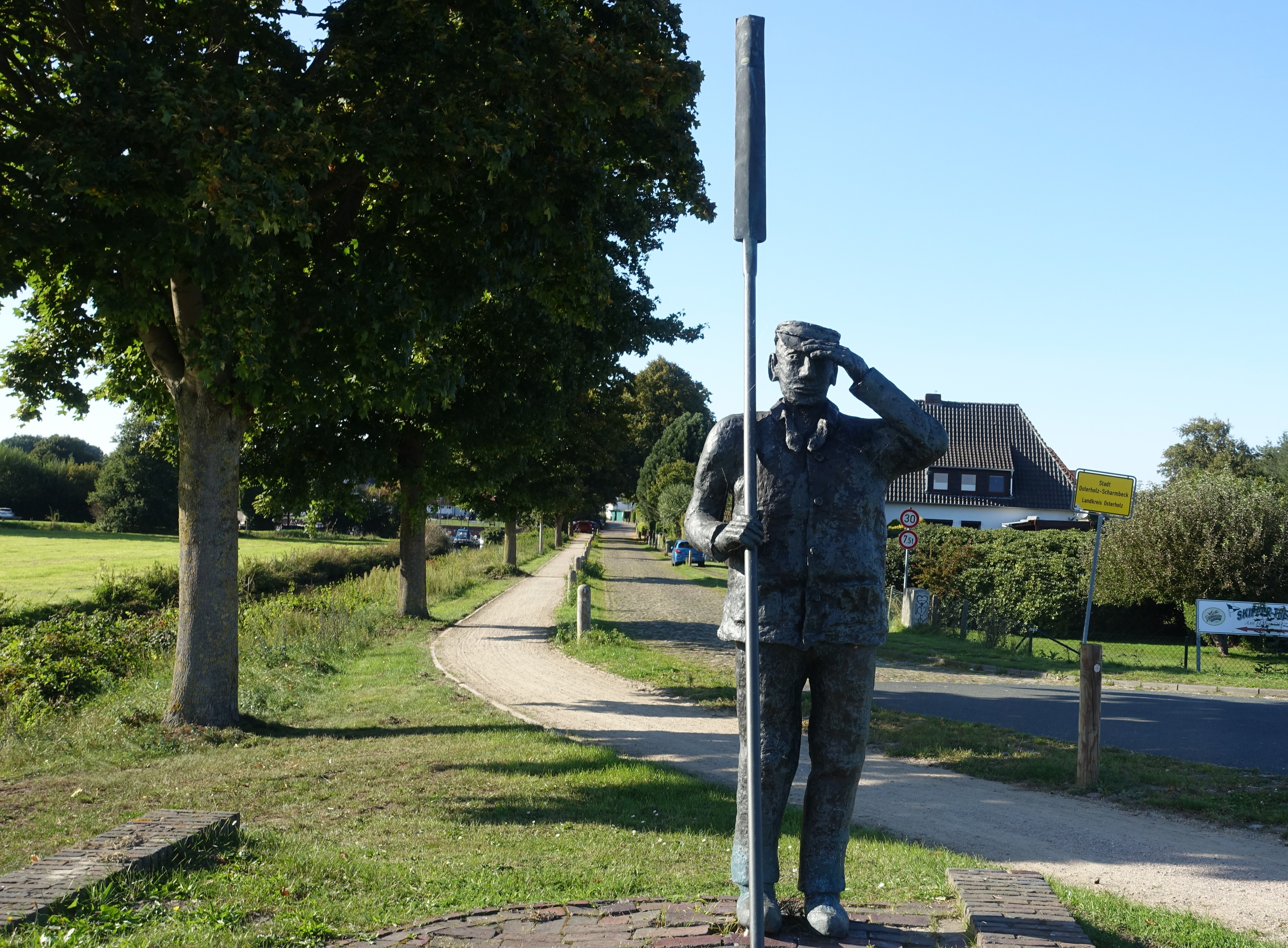
Onkel Hermann (Fährmann) bronzene Statue am Ortseingang

Derartige Großsteingräber wurden bei der Bestattungen der Bronzezeit durch Grabhügel abgelöst, wie sie sich heute zum Beispiel im Stadtteil Garlstedt finden. Den wichtigsten Fund in einem dieser Gräber stellt wohl die Garlstedter Lure dar. Die 1830 bei Straßenarbeiten entdeckten Bruchstücke dieses bronzezeitlichen germanischen Blasinstruments stellen den zurzeit südlichsten Fund eines solchen Instrumentes dar.

### Scharmbeck
Die erste urkundliche Erwähnung Scirnbeci (gelegentlich Scharnbeck geschrieben) stammt von 1043, als der Bremer Erzbischof Adalbrand von Bremen die Siedlung zu Fuß besuchte. Aus dieser Zeit stammen wahrscheinlich auch die Fundamente der Kirche St. Willehadi am Marktplatz. 1233 wird die Siedlung Sandbeck genannt. Beide Namen beziehen sich auf den Scharmbecker Bach, einen kleinen Nebenfluss der Hamme.
In späteren Jahrhunderten erlangte der Bach erhebliche wirtschaftliche Bedeutung für Scharmbeck. Ab 1581 avancierte der Ort zu einer der ersten größeren Tuchmacher-Siedlungen im norddeutschen Raum und belieferte neben dem Heer vor allem den Bremer Markt. Die Scharmbecker Tuchmacherzunft bestand bis 1903 und bis ins zwanzigste Jahrhundert säumten daher zahlreiche Wassermühlen den Bachlauf, die als Walkmühlen dienten. Heute ist im Stadtgebiet allerdings nur noch eine Wassermühle mit funktionstüchtigem Mühlrad erhalten, die zur im 12. Jahrhundert erbauten Stauanlage Fehsenfeld hinter der St.-Willehadi-Kirche gehörte, die eine Kornmühle war. Bis zur Umwandlung des Ortes Geestendorf in Bremerhaven war Scharmbeck der wichtigste Markt und Gewerbeort zwischen Bremen und Cuxhaven. Vor allem der seit 1748 abgehaltene Scharmbecker Viehmarkt besaß überregionale Bedeutung.

### Osterholz
Der Begriff Osterholz verdankt die Stadt der Gründung des Klosters Osterholz 1182 durch Siegfried I. von Anhalt. Die Basilika des Klosters ist noch immer erhalten. Der Flecken Osterholz wuchs weiter, stieg zum Verwaltungssitz (Amt Osterholz) auf, aus dem sich 1885 durch Zusammenlegung mit dem Amt Lilienthal der Landkreis Osterholz bildete. Die weitere Geschichte war auf Grund der unmittelbaren Nähe identisch mit der von Scharmbeck; beide gehörten bis zum Ende des Dreißigjährigen Krieges zum Erzbistum Bremen.

### Osterholz-Scharmbeck im Nationalsozialismus
Die Osterholz-Scharmbecker Ortsgruppe der NSDAP wurde im März 1930 gegründet. Franz Grell war der erste Ortsgruppenleiter. In der sogenannten Reichspogromnacht vom 9./10. November 1938 wurde die Synagoge von 1865 in der Bahnhofstraße aufgebrochen, das Gestühl zerschlagen, die Inschrift über der Tür zerstört und alles in Brand gesteckt. Das Gebäude blieb, da der Brand noch rechtzeitig gelöscht werden konnte, als ganzes intakt und wurde ab Oktober 1939 als Luftschutzschule verwendet. SA-Männer schändeten darüber hinaus auch den jüdischen Friedhof, indem sie Grabsteine umwarfen.
Ausgehverbote, Einkaufs- und Verkehrsbeschränkungen, Führerscheinentzug und beschlagnahmt Bücher gegen Juden folgten, die für die Schäden der Pogromnacht aufzukommen hatten; ihre Geschäfte mussten schließen oder „arisiert“. Die Menschen jüdischer Herkunft, denen eine Emigration nicht gelang oder möglich war, wurden zur Umsiedlung nach Bremen gezwungen und wurden dort zusammengepfercht in sogenannten „Judenhäusern“ untergebracht.

„Die wenigen Juden, die noch im Landkreis lebten, wurden wahrscheinlich mit den Bremer Juden am 18. November 1941 in das Ghetto nach Minsk oder im Januar 1943 in das Ghetto Theresienstadt verschleppt, wo sie umkamen. Nur Wilhelm Aron überlebte die Schrecken des Ghettos Theresienstadt und kehrte nach Kriegsende in die Kreisstadt Osterholz-Scharmbeck zurück.“

Die Arolsen Archives als internationales Zentrum über NS-Verfolgung verfügen über Listen der auf dem Scharmbecker Friedhof begrabenen Zwangsarbeiter, die zwischen dem 3. September 1939 und dem 8. Mai 1945 im Landkreis Osterholz umgekommen sind.
2021 wurden im Rahmen eines Projekts Stolpersteine von Gunter Demnig Gedenksteine für Opfer des Nationalsozialismus in die Gehwege vor Ort eingelassen; siehe Liste der Stolpersteine in Osterholz-Scharmbeck.

### Eingemeindungen
Nach einem Erlass des Oberpräsidenten von 1936 erfolgte die Eingliederung der Gemeinden Buschhausen, Lintel, Westerbeck und eines Teiles von Hülseberg.
Aufgrund der vom Niedersächsischen Landtag am 13. Juni 1973 beschlossenen Gemeindereform wurden mit Wirkung vom 1. März 1974 die Gemeinden Garlstedt, Heilshorn, Hülseberg, Ohlenstedt, Pennigbüttel, Sandhausen, Scharmbeckstotel, Teufelsmoor und der größte Teil der Gemeinde Freißenbüttel in die Stadt Osterholz-Scharmbeck eingegliedert.

### Stadtentwicklung
Mit der Eröffnung der Lucius D. Clay Kaserne in Garlstedt für die 75. US-Brigade, einer Vorhut der 2nd Armoured Division Hell on wheels aus Texas, am 17. Oktober 1978 wurden 7500 US-Amerikaner (4083 Soldaten, 2500 Zivilisten) in der Stadt stationiert. Für die 2500 Zivilisten (später bis zu 4000) und den Teil der Soldaten, die ihre Familie mitbrachten und deshalb nicht in der Kaserne in Garlstedt, sondern in der Kernstadt untergebracht werden sollten, wurden Wohnraum und Infrastruktur geschaffen. Im Kuwaitkonflikt (Zweiter Golfkrieg) wurde der größte Teil der US-Soldaten 1991 an den Golf versetzt. Nach Ende dieses Krieges wurde die Kaserne am 1. Oktober 1993 von den US-Streitkräften an die Bundeswehr übergeben, die sie seitdem als Truppenschule nutzt.
Die bisher mit US-Amerikanern belegten 96 Stadtwohnungen im Bereich Am Hohenberg, Mozartstraße und Drosselstraße kaufte die Stadt. Zusammen mit anderen Wohnungen hatte die Stadt damit etwa 220 Wohnungen vorübergehend in ihrem Besitz. Das war die Hälfte der durch die Amerikaner belegten Objekte und sollte helfen, den Mietwohnungsmarkt zu entschärfen. Durch die schnelle Abwicklung wurde die Entstehung sozialer Brennpunkte befördert, da der billige Wohnraum zu einer Konzentration sozial schlechter gestellter Bevölkerungsgruppen führte.
Die große amerikanische Schule wurde zu einer neuen Integrierten Gesamtschule (IGS) umgewandelt. Die Einwohnerzahl der Stadt wuchs unter anderem durch die Neubelegung des Wohnraums auf knapp über 30.000.

### Einwohnerentwicklung

Einwohnerentwicklung von Osterholz-Scharmbeck von 1904 bis 2017 nach nebenstehender Tabelle

| Jahr       | Einwohner | Anmerk.                             |
| ---------- | --------- | ----------------------------------- |
| 1904       | 4.701     | Chronik von Osterholz-Scharmbeck    |
| 1909       | 6.060     |                                     |
| 1945       | 12.500    |                                     |
| 1961       | 19.258    | mit den später eingemeindeten Orten |
| 1970       | 20.979    | mit den später eingemeindeten Orten |
| 1987       | 24.150    | Volkszählung, Großer Zensus         |
| 2005       | 31.055    | Quelle: Landkreis: 30. Juni 2005    |
| 31.12.2010 | 30.198    |                                     |
| 31.12.2015 | 30.302    |                                     |
| 31.12.2020 | 30.366    |                                     |

## Politik

### Rat
Der Rat der Stadt Osterholz-Scharmbeck besteht aus 38 Ratsfrauen und Ratsherren. Dies ist die festgelegte Anzahl für eine Stadt mit einer Einwohnerzahl zwischen 30.001 und 40.000 Einwohnern. Die 38 Ratsmitglieder werden durch eine Kommunalwahl für jeweils fünf Jahre gewählt. Die aktuelle Amtszeit begann am 1. November 2021 und endet am 31. Oktober 2026.
Stimmberechtigt im Rat ist außerdem der hauptamtliche Bürgermeister.
Die letzten Kommunalwahlen ergaben die folgenden Ergebnisse:
| Wahljahr | SPD | CDU | GRÜNE | Bürger- fraktion | LINKE* | FDP | AfD | Basis | NPD | Gesamtzahl |
| 2021     | 14  | 8   | 6     | 4                | 2      | 2   | 1   | 1     | —   | 38         |
| 2016     | 14  | 10  | 4     | 4                | 4      | 1   | —   | —     | 1   | 38         |
| 2011     | 18  | 10  | 4     | 3                | 2      | 1   | —   | —     | —   | 38         |
| 2006     | 19  | 11  | 2     | 2                | 2      | 2   | —   | —     | —   | 38         |
| 2001     | 20  | 11  | 2     | 4                | —      | 1   | —   | —     | —   | 38         |

*2006 als WASG

### Bürgermeister

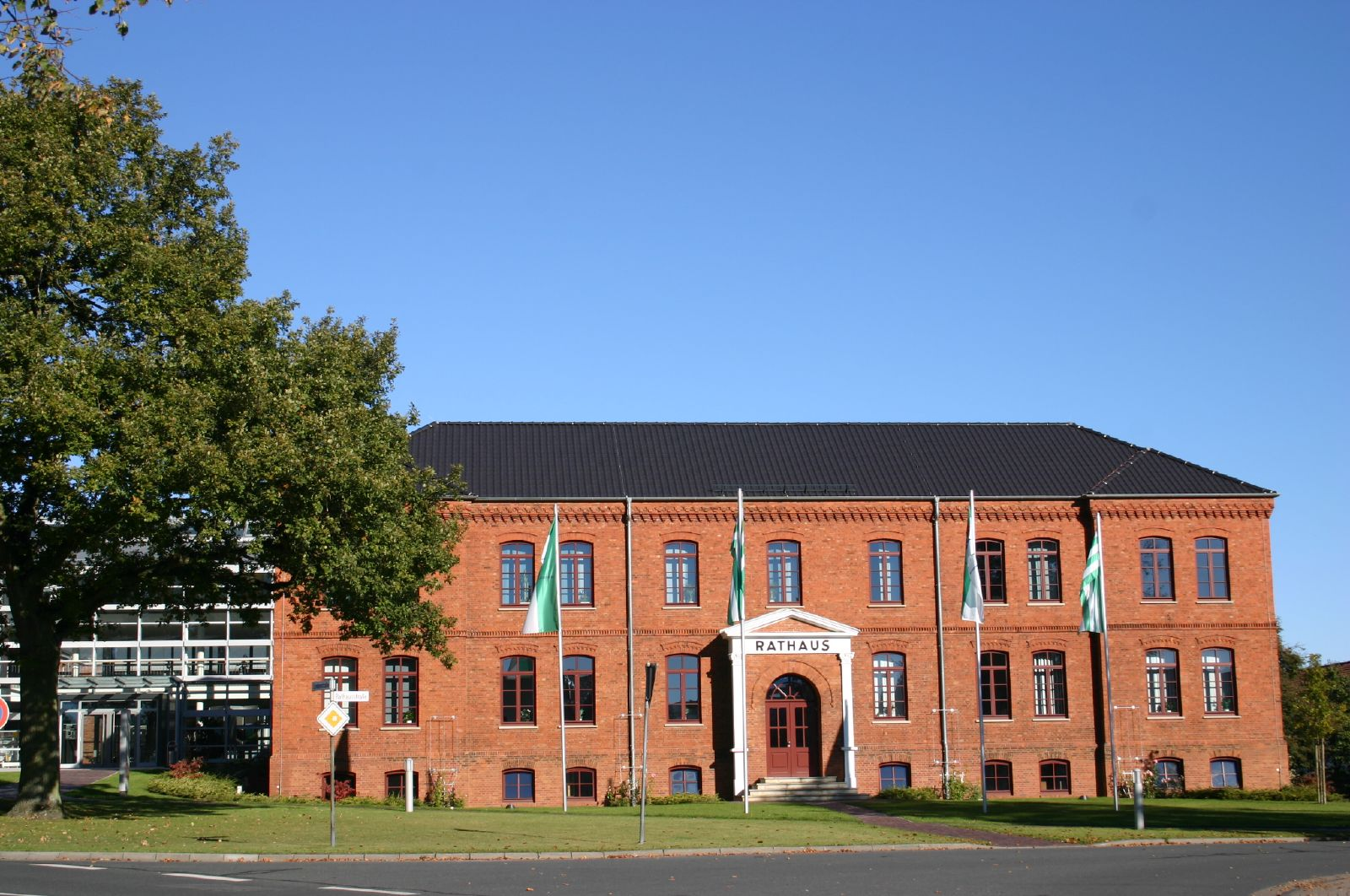
Rathaus Osterholz-Scharmbeck

Hauptamtlicher Bürgermeister der Stadt Osterholz-Scharmbeck ist Torsten Rohde (parteilos). Bei der letzten Bürgermeisterwahl am 25. Mai 2014 wurde er mit 59,02 % der Stimmen gewählt. Sein Gegenkandidat Werner Schauer (SPD) erhielt 40,97 %. Die Wahlbeteiligung lag bei 48,12 %. Rohde trat sein Amt am 1. November 2014 an und löste den bisherigen Amtsinhaber Martin Wagener (SPD) ab, der nicht mehr kandidiert hatte. Am 12. September 2021 wurde Rohde mit 70,83 % im Amt bestätigt.
Seine Stellvertreter sind Klaus Sass (SPD) und Brigitte Neuner-Krämer (Grüne).

### Wappen

Wappen

Das Wappen der Stadt Osterholz-Scharmbeck wurde mit Erlass des Preußischen Staatsministeriums vom 12. Februar 1930 eingeführt.
Blasonierung:„Über grünem Schildfuß, darin ein silberner (weißer) Wellenbalken, in Blau ein stehender, gold (gelb) bewehrter silberner (weißer) Stier, der mit goldener (gelber) Kette an einem goldenen (gelben) Pflock angebunden ist; darüber schwebend drei im Dreieck angeordnete goldene (gelbe) Weberschiffchen; als Schildhalter zwei steigende gold (gelb) bewehrte silberne (weiße) Pferde, die auf gold- (gelb-) schwarzem Sockel stehen; im Oberwappen eine fünftürmige rote Mauerkrone.“
In der Hauptsatzung fehlt leider die korrekte Blasonierung.
Im Zentrum des Wappens steht ein angepflockter Bulle, er steht für den überregional bedeutenden jährlichen Viehmarkt der Stadt, der heute noch als Scharmbecker Herbstmarkt gefeiert wird. (Zur Ehrung der geschichtlichen Bedeutsamkeit dieser Tiere veranstaltete die Stadt Osterholz-Scharmbeck im Sommer 2000 unter dem Motto: „Die Bullen sind los“ eine Kunstaktion. Im gesamten Stadtgebiet wurden kreativ verzierte (fast) lebensgroße Kunststoffrinder aufgestellt. Der wohl exponierteste dieser Bullen ist noch heute (2008) auf dem Marktplatz von Scharmbeck am alten Schlauchturm zu finden.)
Die drei Weberschiffchen geben den Hinweis auf die Scharmbecker Tuchmacherzunft der Stadt; die Anordnung im Dreieck soll für Fleiß stehen. Auch die Farben haben Bedeutung: Blau und Gelb deuten – wie im Wappen von Lilienthal – auf die Zeit als „schwedische Residenz“ von 1648 bis 1715 hin. Allerdings war blau auch schon die Farbe des Siegelwappen derer von Sandbeck vom Gut Sandbeck. Der silberne Streifen im Grünen Feld (grün für Hoffnung), symbolisiert den Scharmbecker Bach, der so wichtig für die Scharmbecker Tuchmacherzunft war.

### Partnerschaften
- Seit dem 27. März 1990 unterhält Osterholz-Scharmbeck eine Städtepartnerschaft mit der Stadt Grimmen in Mecklenburg-Vorpommern.
- Osterholz-Scharmbeck ist im Kommunalverbund Niedersachsen/Bremen vertreten.
- Seit November 2020 ist die Stadt Mitglied in der internationalen Städteorganisation Mayors for Peace.[14]

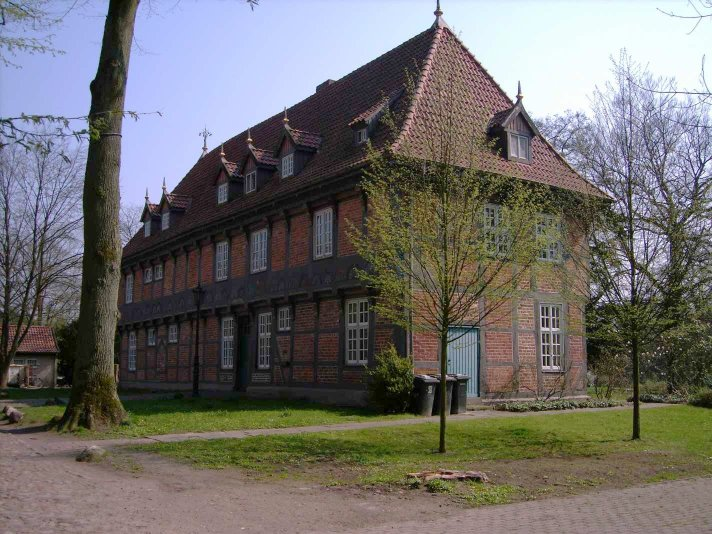
Vorderseite des Haupthauses von Gut Sandbeck

## Kultur und Sehenswürdigkeiten

### Bauwerke

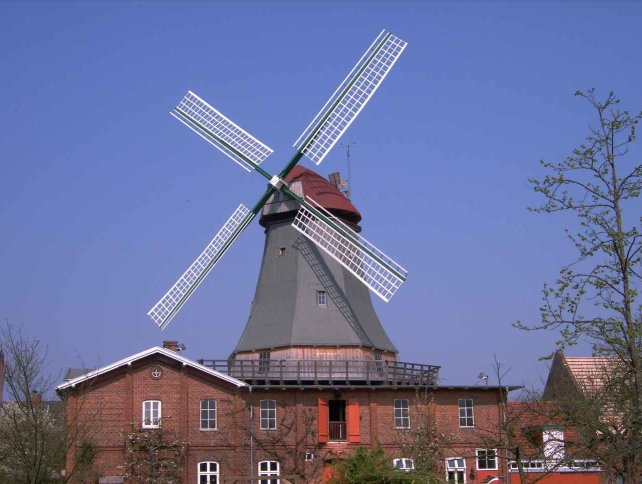
Holländermühle von Rönn

- Rathaus Osterholz-Scharmbeck von 1891 und Neubau von 2003
- St. Willehadi von 1150 in Scharmbeck, erweitert 1745
- Kloster Osterholz der Benediktinerinnen von 1182 mit Kirche und Hospital von 1567
- St. Marien in Osterholz als romanische Basilika von 1197, 1762/64 saniert und äußerlich stark verändert
- Osterholzer Friedhof (Osterholz-Scharmbeck) von 1766/68
- Gut Sandbeck, Herrenhaus von 1575 im Stil der Weser-Renaissance, seit 1981 Kulturzentrum der Stadt
- Findorff-Haus von 1753, heute Heimatmuseum der Stadt
- Stadthalle von 2005, Platz für 1100 Personen
- Windmühle am Hafen, erhaltener Rumpf von 1769
- Mühle von Rönn von 1882, zweistöckige Galerieholländer mit Windrose und Segelflügeln, Wahrzeichen der Stadt an der höchsten Stellen; beherbergt die Biologische Station Osterholz (BIOS), welche die Wetterdaten der Stadt erfasst.
- Weitere Windmühlen am Hafen im Stadtteil Osterholz (ohne Flügel) und im Stadtteil Sandhausen-Myhle (von 1795)

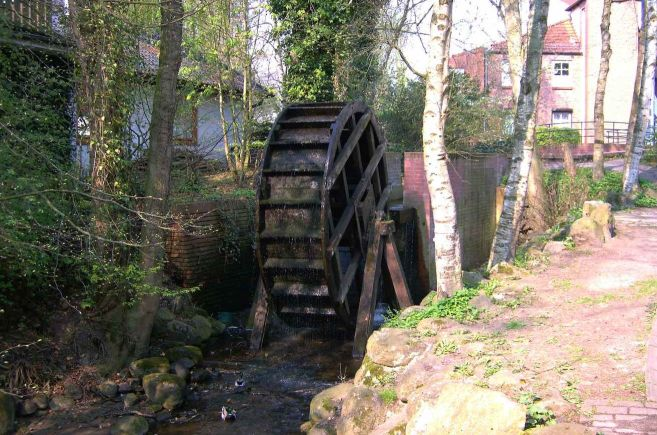
Wassermühle hinter der
St.-Willehadi-Kirche

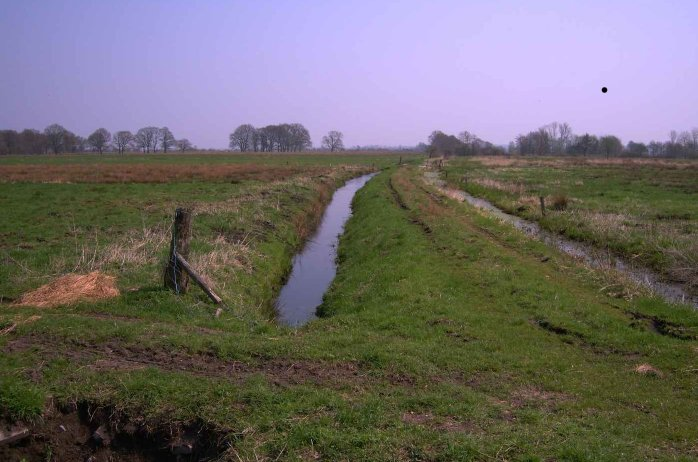
Hammewiesen am Kirchdammgraben in Osterholz

- Wassermühle hinter der Kirche St. Willehadi am Scharmbecker Bach
- Wassermühle Ruschkamp 4 in Scharmbeckstotel, Mühle von vor 1620 in Fachwerk von um 1810, Mühle noch betriebsbereit
- Wohn- und Wirtschaftsgebäude Lindenstraße 53, sehr alter denkmalgeschützter Wirtschaftsgiebel in Fachwerk von 1601
- Wohn- und Wirtschaftsgebäude Hundestraße 11 von 1626 und damit ältester Profanbau der Stadt, heute Tagesstätte der Diako
- Hofanlage Beckstraße 27 von 1673 in Fachwerk
- Wohn- und Wirtschaftsgebäude Findorffstraße 1 von 1757 in Fachwerk
- Pfarrhaus Kirchenstraße 9 (Alte Pfarrei) von 1730/40 und 1892
- Ehem. Amtshaus Osterholz von 1735, heute Schule am Klosterplatz
- Ehem. Schule Hinter der Kirche 4 von 1753, von 1831 bis 1859 Bäckerei, dann auch Pfarrhaus und heute Wohnhaus
- Wohnhaus Beckstraße 34, auch Sandbecker Witwenhaus von 1763 in Fachwerk
- Wohn- und Wirtschaftsgebäude Wattloge 37 (Buschhausen) von um 1810 in Fachwerk
- Wohnhaus Teichstraße 9 von um 1810
- Philippi-Hof von 1835, Geburtshaus des Philologen und Kunsthistorikers Adolf Philippi (1843–1918)
- Villa Upmann von um 1860
- Villen Bahnhofstraße Nr. 10, Nr. 14 und Nr. 16 von um 1907 bis 1920
- Findorffschule Osterholz von 1882
- Wohnhaus Bahnhofstraße 71 von 1897
- Ehem. Kreishaus Rübhofstraße 4 von 1908, heute Teil des Amtsgerichts
- Turm der Feuerwache (Scharmbeck) von 1926, markanter Punkt in der Ortssilhouette
- Wasserturm von 1935, bis 1978 in Betrieb, Wahrzeichen
- Jugendbildungszentrum Bredbeck im Wald von Freißenbüttel; vor dem Haupthaus eine Freilichtbühne, einige Teichanlagen und ein Sportplatz

### Theater und Musik
Das Gut Sandbeck, dessen Anlage rund um das Haupthaus in den 1980er Jahren saniert wurde, dient heute als Kulturzentrum der Stadt. Das Programm reicht von klassischen Konzerten und Veranstaltungen des Kunstvereins Osterholz bis zu Aufführungen der Scharmbecker Speeldeel, die besonders für ihr plattdeutsches Programm bekannt ist.
Das Kulturzentrum Kleinbahnhof (KuZ) nahe dem heutigen Bahnhof von Osterholz-Scharmbeck richtet sich mit seinem wechselnden Programm an ein eher junges alternatives Publikum. Das ursprüngliche historische Bahnhofsgebäude ist eines der Bauwerke, die vom Worpsweder Künstler Heinrich Vogeler architektonisch gestaltet worden sind.

### Museen

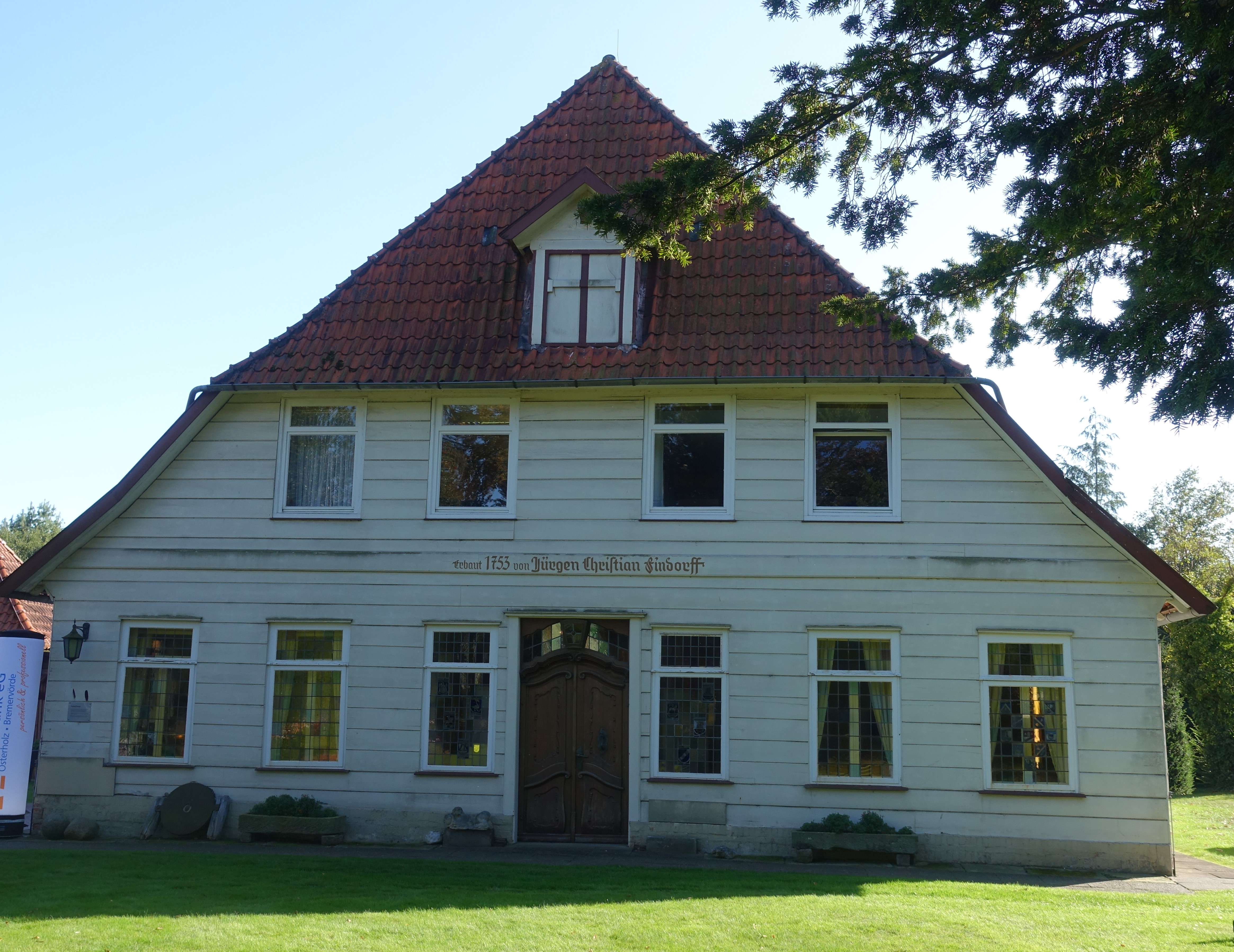
Das Findorff-Haus (Amtsschreiberhaus) wurde 1753 von Jürgen Christian Findorff umgebaut. Heute Heimatmuseum (Handwerk) und Norddeutsches Vogel-Museum

Auf dem Gelände des ehemaligen Wirtschaftshofes des Benediktinerinnenklosters befindet sich die Museumsanlage der Kulturstiftung Landkreis Osterholz. In sechs historischen Gebäuden sind das eigentliche Heimatmuseum, ein Mitmachmuseum, das Norddeutsche Vogelmuseum und das Museum für Schifffahrt und Torfabbau untergebracht. Die Geschichte begann 1929 mit der Gründung des Heimat- und Museumsvereins Osterholz, ab 1960 im Findorffhaus. 1976 übernahm der Landkreis, 1999 die Kulturstiftung Landkreis Osterholz den Bestand an heimatgeschichtlichen und naturkundlichen Objekten.

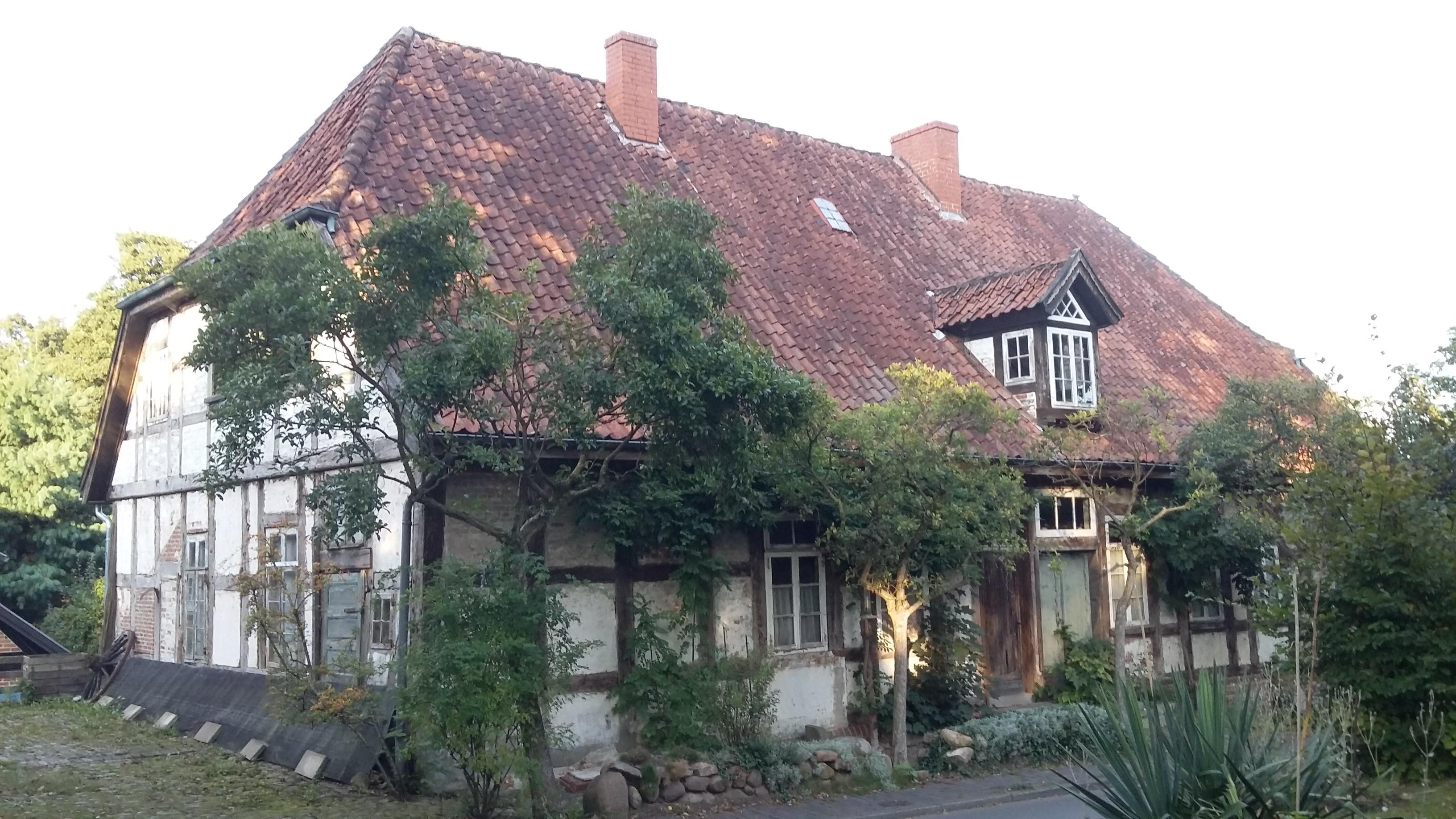
Wohnhaus Beckstraße 34 (Witwenhaus) von 1763 in Fachwerk

### Landschaftsgebiete
- Feuchtwiesengebiet Osterholzer Hammewiesen; es reicht als Schutzfläche bis hinter die alte Klosteranlage in Osterholz und leitet landschaftlich ins benachbarte Teufelsmoor über.
- Waldgebiete Elm und Schmidts Kiefern zwischen den Stadtteilen Heilshorn und Garlstedt finden sich, wie beim Steingrab im Stadtzentrum von Osterholz-Scharmbeck, weitere Zeugnisse der frühgeschichtlichen Besiedlung des Gebiets in Form diverser Grabhügel mit Urnengräbern. Am Flüsschen Drepte, nördlich des Golfplatzes, liegt die Brockmannsmühle von 1759 mit der Hofanlage Brockmannsmühle 2 von 1845.
- Bademöglichkeiten Ohlenstedter Quellseen in Ohlenstedt und Allwetterbad (Osterholz-Scharmbeck) mit Teleskophalle
- Weg nach Kurt Albrecht, 2005 benannt nach desertiertem Matrosen der Kriegsmarine, der am 28. April 1945 in Osterholz-Scharmbeck hingerichtet wurde.[16]

### Parks und Tiergärten
- Der Scharmbecker Stadtpark zwischen Lindenstraße und der Stauanlage Fehsenfeld am Scharmbecker Bach
- Das Klosterholz, ein buchenreicher Laubwald im Stadtzentrum zwischen Bahnhof und Tinzenberg
- Osterholzer Stadtpark an der Bahnhofstraße
- Tiergarten Ludwigslust am Garlstedter Kirchweg (Bargten) mit 60 Tierarten.

### Aussichtspunkte
Zur touristischen Aufwertung der Osterholzer Hammewiesen wurden im Rahmen des von 1995 bis 2009 laufenden GR-Projekts Hammeniederung mehrere Aussichtstürme bzw. -Punkte angelegt, um einen besseren Einblick in die Landschaft zu ermöglichen. Die drei Bauwerke bei Osterholz-Scharmbeck wurden 2012 als Aussichten im Teufelsmoor mit dem niedersächsischen Architektenpreis BDA ausgezeichnet.
- Der 9,4 m hohe Aussichtsturm Postwiesen (⊙) befindet sich ca. 2,5 km östlich des Ortes in der Nähe des Neuenfelder Damms.[17] Er wurde 2008 aus Stahl errichtet und am 23. Januar 2009 eingeweiht. Wegen seiner Form wird er auch Himmelstreppe genannt. Die geradläufige Treppe führt zu einer überdachten Zwischenplattform in 6,3 m Höhe und weiter zur oberen Aussichtsplattform in 8,3 m Höhe, von der sich ein guter Ausblick in die Postwiesen bietet.[18]
- Der knapp 11 m hohe Aussichtsturm Linteler Weiden (⊙) steht ca. 2 km südlich des Ortes nahe dem Linteler Altarm, einem Altarm der Hamme. Er wurde 2011 aus Lärchenstämmen errichtet, die sich um eine Stahlspindeltreppe zum Himmel recken. Die Aussichtsplattform liegt auf einer Höhe von 8,6 m und bietet einen guten Blick über den Mündungsbereich des Scharmbecker Bachs, den Altarm und die Hammeniederung. Der Turm wird wegen seiner Form auch Weidenkorb genannt.[19]
- Die Beobachtungshütte Blickbox (⊙) steht ca. 3,5 km östlich des Ortes unweit der Beekmündung in die Hamme. Sie dient insbesondere der Vogelbeobachtung im Bereich der Hammeniederung.[20]
- Der 2014 errichtete 9 m hohe Aussichtsturm Neu-Helgoland steht auf dem Gemeindegebiet von Worpswede am Nordufer der Hamme nahe Neu-Helgoland.

### Regelmäßige Veranstaltungen
- April: Autobörse
- Juni/Juli: Stadtfest
- Juli: Scharmbecker Schützenfest
- August: Osterholzer Erntefest
- Oktober: Scharmbecker Herbstmarkt
- November: Novemberball des VSK
- Dezember: Weihnachtsmarkt

### Mundarten und Sprachen
Durch die Verbreitung des Hochdeutschen wurde auch in Osterholz-Scharmbeck das Niederdeutsche zurückgedrängt, so dass es aus der Stadt fast vollständig verschwunden ist. Im ländlichen Bereich des Landkreises Osterholz ist das Niederdeutsche noch eher in Gebrauch.
Verbreitet ist Hochdeutsch in Form des Missingsch ähnlich wie in Bremen, wobei in der Region das S nicht scharf gesprochen wird, wie etwa in Hamburg.

### Kulinarische Spezialitäten
Eine eigenständige städtische Spezialität existiert in der Stadt nicht, verbreitet ist die Niedersächsische Küche:
Regionaltypisch sind zum Beispiel Bratkartoffeln mit Knipp und als Nachspeise Rote Grütze.
Von Dezember bis etwa Anfang März sind Kohlfahrten mit anschließendem Grünkohlessen aus Grünkohl mit Pinkelwurst (oder Kohlwurst) und Salzkartoffeln verbreitet.
Im Frühling sind Spargelgerichte in diversen Varianten beliebt.

## Infrastruktur

### Allgemein
- Rathaus der Stadt Osterholz-Scharmbeck, Rathausstraße 1
- Kreishaus Landkreis Osterholz, Osterholzer Straße 23
- Polizei Osterholz-Scharmbeck, Pappstraße 4–6 und Polizeikommissariat Osterholz
- Kulturzentrum Gut Sandbeck, Sandbeckstraße 13
- Große Scheune Gut Sandbeck als Theater
- Freiwillige Feuerwehr mit den 10 Ortsfeuerwehren
- Heimatmuseum im Findorff-Haus, Bördestraße 42
- Kulturzentrum Kleinbahnhof (KUZ), Am Kleinbahnhof 1

### Bildung
Grundschulen:
- Menckeschule
- Beethovenschule (Ganztagsgrundschule)
- Findorffschule, Rübhofstraße 7
- Schulen in den Stadtteilen Buschhausen, Heilshorn, Ohlenstedt, Pennigbüttel, Sandhausen und Scharmbeckstotel

Haupt- und Realschule:
- Lernhaus im Campus (Oberschule)

Gesamtschulen und Gymnasien:
- Integrierte Gesamtschule in Buschhausen (IGS)
- Gymnasium Osterholz-Scharmbeck (gegründet 1960)
- Berufliches Gymnasium Wirtschaft (BBS)
- Berufliches Gymnasium Technik (BBS)
- Berufliches Gymnasium Gesundheit & Soziales (BBS)

Berufsbildende Schulen:
- Berufsbildende Schulen Osterholz-Scharmbeck (BBS)
- Berufsfachschule Altenpflege und Weiterbildungszentrum als ibs Pflegeschulein in der ehemaligen Villa Upmann

Förderschulen:
- Schule am Klosterplatz

Sonstige Schulen:
- Volkshochschule Osterholz-Scharmbeck
- Kreismusikschule Osterholz e. V.
- Logistikschule der Bundeswehr in Garlstedt
- Bildungswerk Osterholz e. V.

### Sozialeinrichtungen
Osterholz-Scharmbeck ist Standort eines Akutkrankenhauses. Es handelt sich dabei um das Kreiskrankenhaus Osterholz in kommunaler Trägerschaft.

### Kirchen und Religion
Christentum

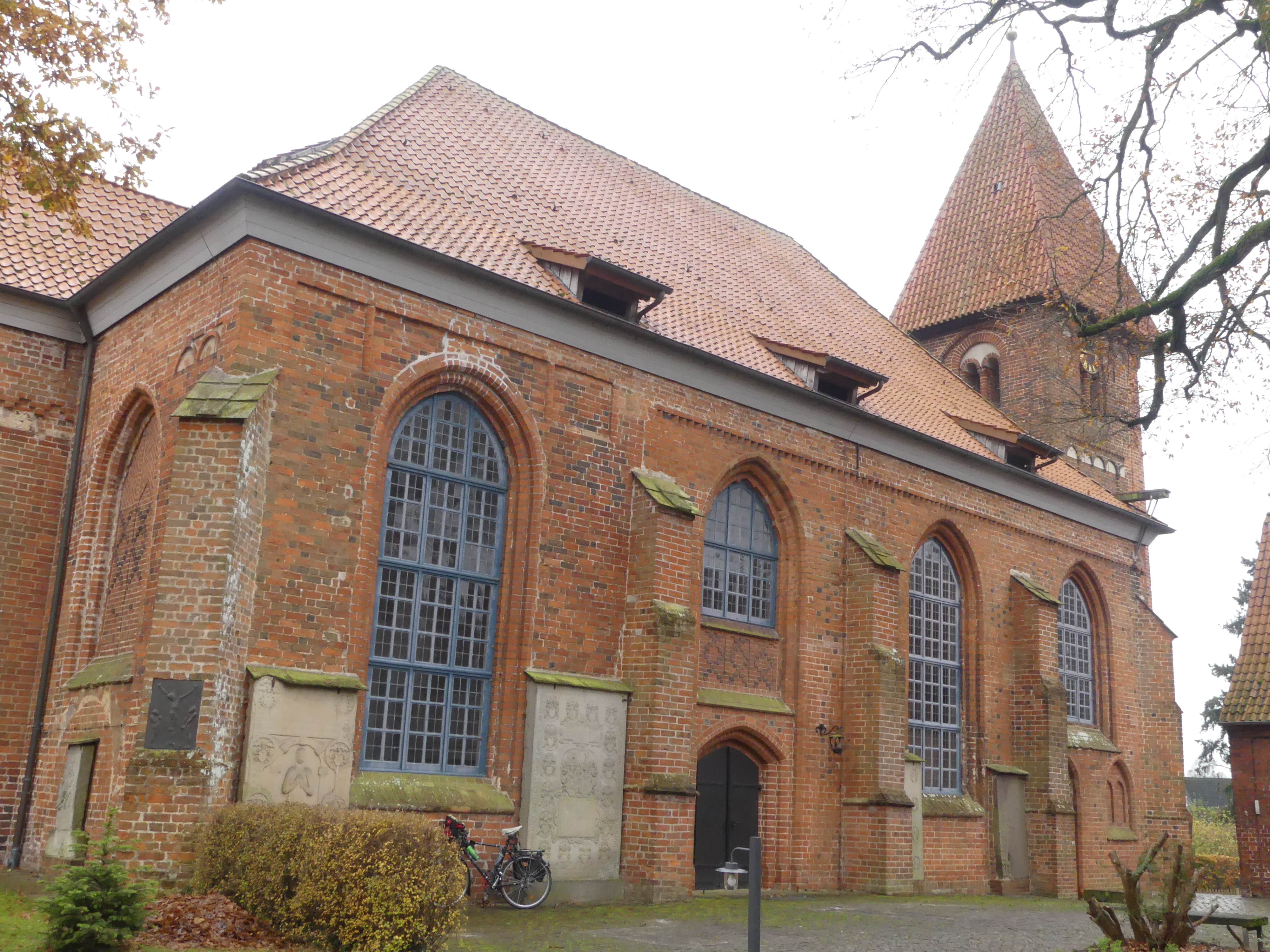
Ev. St. Marien-Kirche

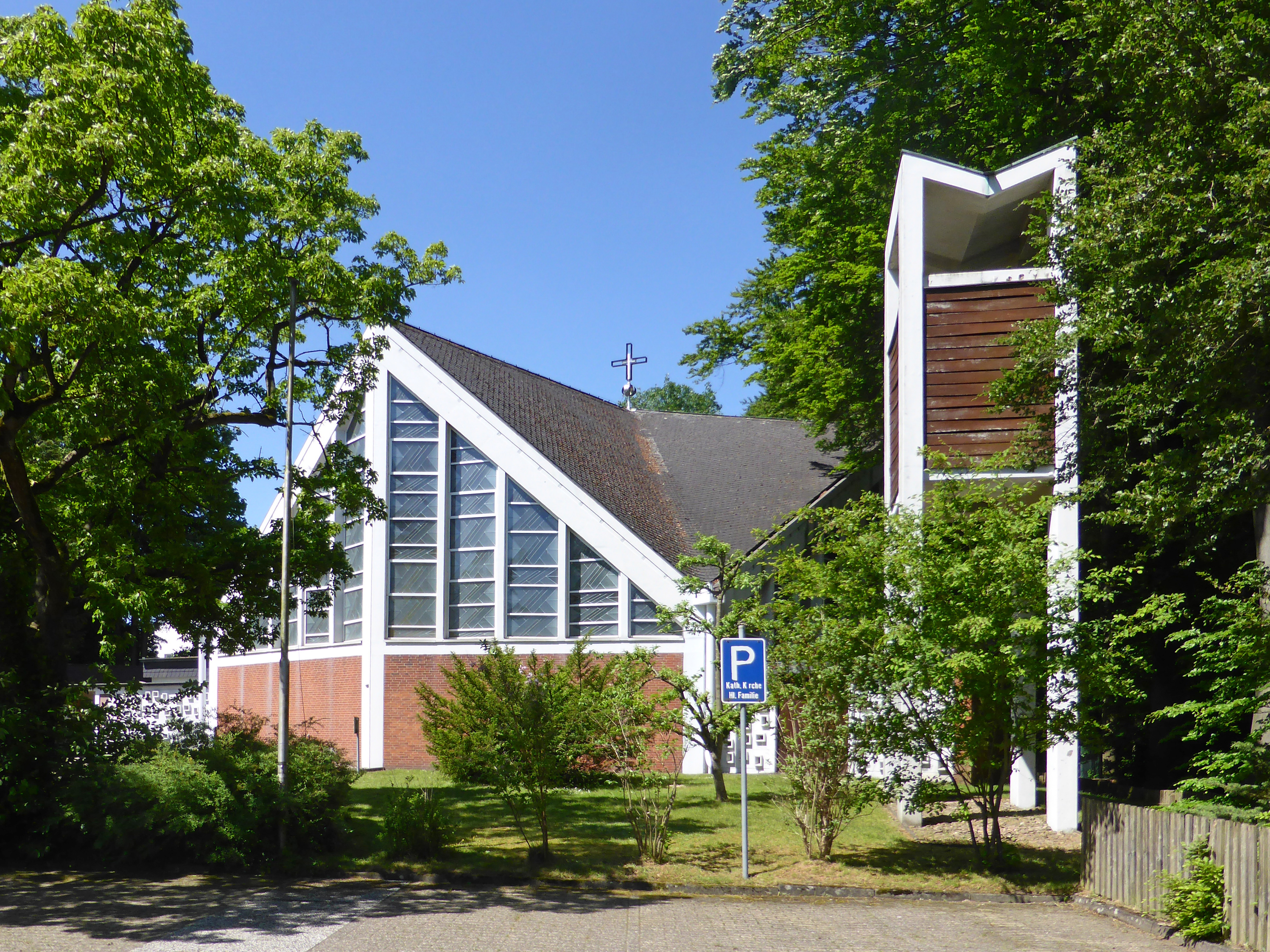
Kath. Kirche Heilige Familie

Evangelisch-luth. Kirchen in der Gesamtkirchengemeinde An der Hamme:
- St. Willehadi in Scharmbeck
- Klosterkirche St. Marien in Osterholz
- Emmaus-Kirche in Pennigbüttel

Evangelische Freikirchen
- Evangelisch-Freikirchliche Christuskirche (Baptistengemeinde), An der Handloge 19
- Evangelische Freikirche Christliche Gemeinde am Hang

Römisch-katholische Kirche
- Römisch-katholischen Kirche in der Pfarrei Heilige Familie

Sonstige
- Neuapostolische Gemeinde, Klosterkamp 9

Weitere Religionen
- Judentum
  - Gedenktafel an der Bahnhofstraße von 2004 (nach dem Abriss der baufällig gewordenen Synagoge)
  - Denkmal von 2006 in der Nähe der abgerissenen Synagoge,
  - Jüdischer Friedhof (Osterholz-Scharmbeck)

- Jesidische Gemeinde, Am Hochzeitswald 13

## Wirtschaft und Verkehr

### Wirtschaft
Die Stadt Osterholz-Scharmbeck hat eine zentrale, kommunale wie wirtschaftliche Bedeutung für den Landkreis Osterholz sowie für das gesamte nördliche Bremer Umland. Breitgefächerte Dienstleistungsunternehmen sowie größere Einzelhandelsbetriebe nehmen einen breiten Raum im städtischen Wirtschaftsgefüge ein. Daneben gibt es eine langjährige mittelständische Tradition in den Bereichen Metallverarbeitungs- und Fahrzeugbau.

#### Medien
- Tagespresse: Osterholzer Kreisblatt als Beilage zum Weser-Kurier
- Anzeigenblätter: Osterholzer Anzeiger und Hamme Report (ein Ableger des Weser-Reports aus Bremen)

#### Messen
- Die „Publica“ Messe für Haushalt, Garten etc. fand bis zum Mai 2022 statt. Sie war einmal die größte Verbrauchermesse im Elbe-Weser-Raum mit bis zu 30.000 Besuchern (15.te Messe 2022). Nachdem die Veranstaltung im Mai 2023 ausgefallen war, wurde im Oktober 2023 das Ende verkündet.[21]

#### Unternehmen
Mit Stand von Ende 2017 sind das:
- AUKOS Automatisierungskomponenten und -systeme GmbH
- Bergolin GmbH & Co. KG
- FAUN Umwelttechnik GmbH & Co. KG
- Landmann GmbH & Co. Handels-KG (2021 Übernahme durch DS Unternehmensgruppe und Standortschließung)
- Möbelhaus Käthe Meyerhoff GmbH
- RITAG Ritterhuder Armaturen GmbH & Co. Armaturenwerk KG

##### Faun-Werke
1969 wurden die Werksanlagen der Büssing AG in Osterholz-Scharmbeck durch die Faun-Werke übernommen. 1973 wurde die Kommunalfahrzeug-Produktion komplett nach dort verlagert. 1973 erfolgte die Neuorganisationen im gesamten FAUN-Unternehmensbereich. Das Werk in Osterholz-Scharmbeck übernimmt als wirtschaftlich selbstständiges Profitcenter die Produktgruppe Kommunalfahrzeuge und wird verantwortlich für die Entwicklung, Konstruktion, Herstellung, Vertrieb und Kundendienst dieser Fahrzeuge. 1976 wurden ein europaweites Händlernetz eingerichtet und die gesamten Exportaktivitäten ausgeweitet. Die Fahrzeugpalette wurde in diesen Jahren konsequent erweitert, beispielsweise 1983 mit der Übernahme der KUKA Umwelttechnik GmbH und deren bekannten Drehtrommeln für Müllfahrzeuge. 1986 verkaufte die Eigentümerfamilie Schmidt die FAUN-Werke an den Baumaschinenhersteller Orenstein & Koppel. 1990 übernahm der japanische Mobilkranhersteller Tadano das Werk in Lauf und gab das stark exportabhängige Geschäft mit schweren Zugmaschinen auf. Die Produktion und der Vertrieb von Mobilkranen laufen seit 2012 unter der Firma Tadano Faun. Die Sparte der Kommunalfahrzeuge mit dem Werk in Osterholz-Scharmbeck wurde abgetrennt und 1994 an die Kirchhoff Gruppe verkauft, die Umfirmierung in Faun Umwelttechnik folgte ein Jahr später.

##### Fahrzeugwerke Fritz Drettmann
Die Fahrzeugwerke Fritz Drettmann übernahmen nach dem Konkurs der Frerichswerke während der Weltwirtschaftskrise 1931 die Werkshallen am Bahnhof Osterholz-Scharmbeck. Das Grundstück und die Fabrikgebäude waren zunächst im Besitz der Stadt und wurden dann von den Drettmann-Werken genutzt. In der Zeit des Nationalsozialismus wurden Drehkreuze für das 8,8-cm-Flakgeschütz der Wehrmacht hergestellt. Im Laufe der Zeit wuchs die Bedeutung der Drettmann-Werke als kriegswichtiger Betrieb. In der Folge stieg die Anzahl der Zwangsarbeiter auf 543 Personen. In diesem Osterholzer Rüstungsbetrieb arbeiteten in der sog. Strafgefangenen-Arbeitskolonne zeitweise 285 Russen, 112 Tschechoslowaken, 44 Niederländer, 32 Franzosen, 25 Belgier und 2 Polen, die in Baracken untergebracht waren. Gegen Kriegsende scheinen bei Drettmann auch noch italienische Militärgefangene eingesetzt worden zu sein. Jedenfalls berichtete die US-Militärregierung am 23. Mai 1945, dass 43 Italiener aus dem „Drettmanns camp OSTERHOLZ“ abgezogen worden seien. Dieses nunmehr geräumte Lager habe sich in einem unbefriedigenden Zustand befunden.
Nach dem Krieg erhielt das Werk von der US-amerikanischen Property Control bald eine Genehmigung zur Produktion von Lkw-Anhängern. Später wurden Lastkraftwagen produziert und ein Einstieg in den Schiffbau versucht. Unter anderen stammten die ersten Möbelwagen des Unternehmens Meyerhoff (damals Bahnhofstraße 37) von Drettmann. Ende der 1950er-Jahre geriet das Unternehmen in finanzielle Schwierigkeiten, was auf ein zu langes Festhalten an der manuellen Fertigung und ausbleibende Anpassung an industrielle Produktionsverfahren zurückgeführt wird. 1959 wurde das Werk stillgelegt, Anfang der 1960er-Jahre stellte das nach Bremen-Burg umgezogene Unternehmen die Produktion ganz ein.

##### Osterholzer Reiswerke
Die Fabrik der Osterholzer Reiswerke (Stärkefabrik) lag an den Gleisen nahe dem Bahnhof. In der Zeit von 1875 bis 1976 lief die Produktion und bot Hunderten Menschen aus der Kreisstadt, dem Landkreis, aber auch aus Bremen Lohn und Brot. Manchem „Reiswerker“, wie sich die Beschäftigten mit Stolz nannten, gab das Unternehmen sogar ein Zuhause. Auf dem Betriebsgelände wurden bereits 1880 Wohnungen für die Belegschaft errichtet. Der Name Pappstraße zeugt noch heute davon, denn die Wände der ersten Häuser waren mit schwarzer Dachpappe beschlagen.

#### T-City-Wettbewerb
Im Januar 2007 erreichte die Stadt im sogenannten T-City-Wettbewerb die Endrunde.

### Verkehr
In Osterholz-Scharmbeck zweigt die Bahnstrecke nach Bremervörde von der Bahnstrecke Bremen–Bremerhaven ab. Innerhalb der Kernstadt verkehren Linienbusse, die auch die Verbindung mit außenliegenden Stadtteilen sowie den Nachbargemeinden sicherstellen. Es gilt der Tarif des Verkehrsverbundes Bremen/Niedersachsen (VBN). In den Fahrplanjahren 2022 bis 2024 wurde Osterholz-Scharmbeck einmal täglich vom Intercity der Linie 35 von Koblenz/nach Köln angefahren.
| Linie | Verlauf | Takt                                                                | Betreiber     |
| ----- | --- | ------------------------------------------------------------------- | ------------- |
| RE 8  | Bremerhaven-Lehe – Bremerhaven Hbf – Osterholz-Scharmbeck – Bremen Hbf – Bremen-Mahndorf – Achim – Verden (Aller) – Dörverden – Eystrup – Nienburg/Weser – Neustadt a Rübenberge – Wunstorf – Hannover Hbf Stand: Fahrplanwechsel Dezember 2024                                                                                  | 120 min                                                             | DB Regio Nord |
| RE 9  | Bremerhaven-Lehe – Bremerhaven Hbf – Osterholz-Scharmbeck – Bremen Hbf – Kirchweyhe – Syke – Bassum – Twistringen – Barnstorf – Diepholz – Lemförde – Bohmte – Osnabrück Hbf Stand: Fahrplanwechsel Dezember 2024 | 120 min                                                             | DB Regio Nord |
| RS 2  | Bremerhaven-Lehe – Bremerhaven Hbf – Bremerhaven-Wulsdorf – Loxstedt – Lunestedt – Stubben – Lübberstedt – Oldenbüttel – Osterholz-Scharmbeck – Ritterhude – Bremen-Burg – Bremen Hbf – Bremen-Hemelingen – Dreye – Kirchweyhe – Barrien – Syke – Bramstedt (b Syke) – Bassum – Twistringen Stand: Fahrplanwechsel Dezember 2023 | 60 min 30 min (Bremen Hbf–Bremerhaven-Lehe in der HVZ-Lastrichtung) | NordWestBahn  |

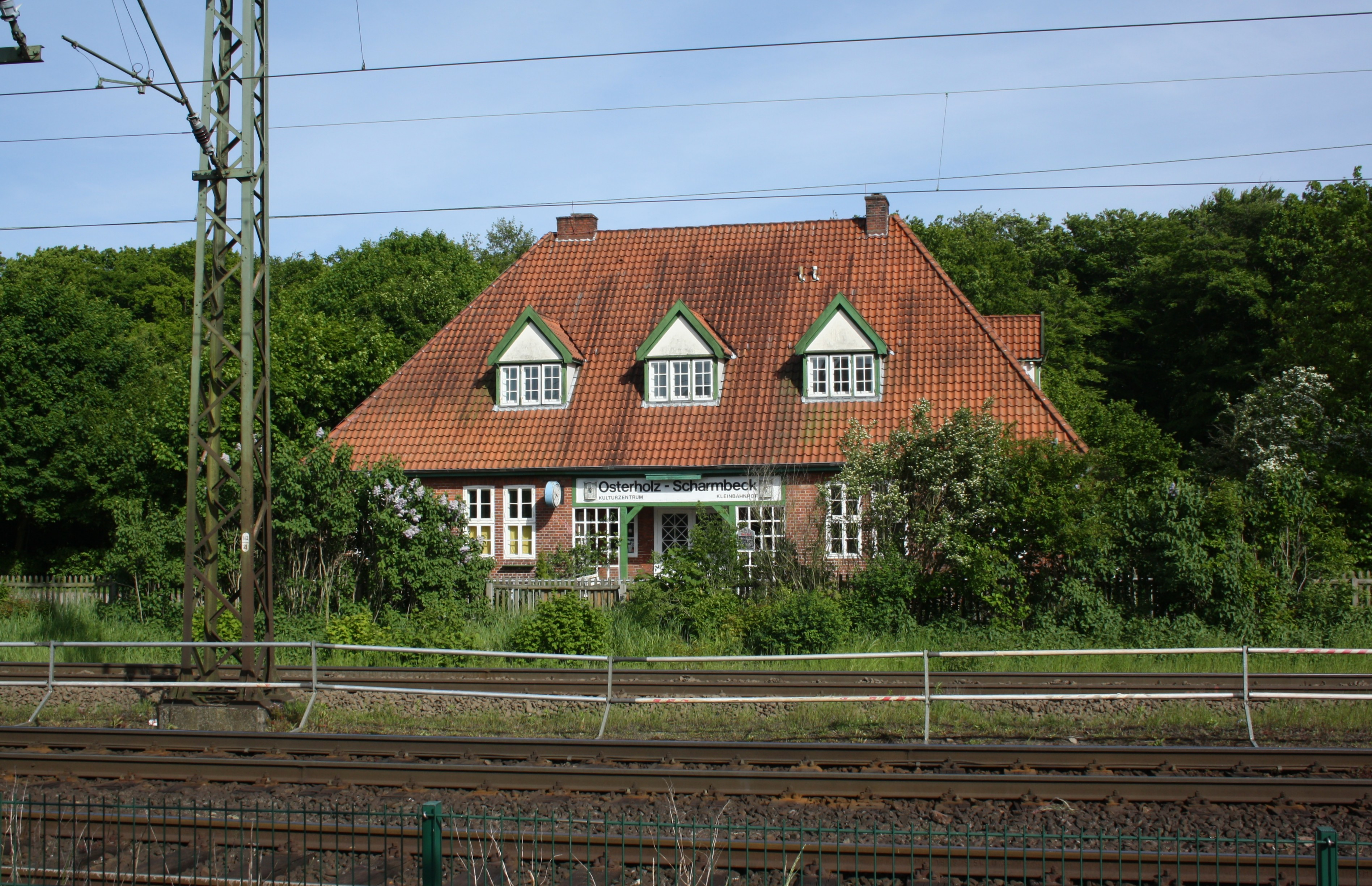
Kleinbahnhof Osterholz-Scharmbeck

Osterholz-Scharmbeck wird von der Bundesstraße 74 durchquert, die Bremen über Bremervörde mit Stade verbindet. Die Stadtmitte liegt ungefähr 9 Kilometer von der Autobahn A 27 (Walsrode–Cuxhaven) entfernt.

#### Moorexpress
Mit der 1911 durchgängig eröffneten Bahnstrecke Bremervörde–Osterholz-Scharmbeck der Kleinbahn Bremervörde–Osterholz bekam die Stadt ihre erste regelmäßige Verbindung mit dem Teufelsmoor, Worpswede und Bremervörde. Der Personenverkehr der Eisenbahn wurde am 18. März 1978 auf Busse verlagert, die Buslinien wurden nach dessen Gründung 1996 in den VBN integriert. Ein Betrieb mit Sonderfahrten wird von November bis April aufrechterhalten, und seit Mai 2006 existiert wieder ein regelmäßiger Sommerfahrplan mit einer Verlängerung der traditionellen Fahrstrecke zu den neuen Endpunkten Bremen und Stade mit vier Fahrten pro Wochenend- und Feiertag von Mai bis Oktober.

#### Hafen und Hafenkanal

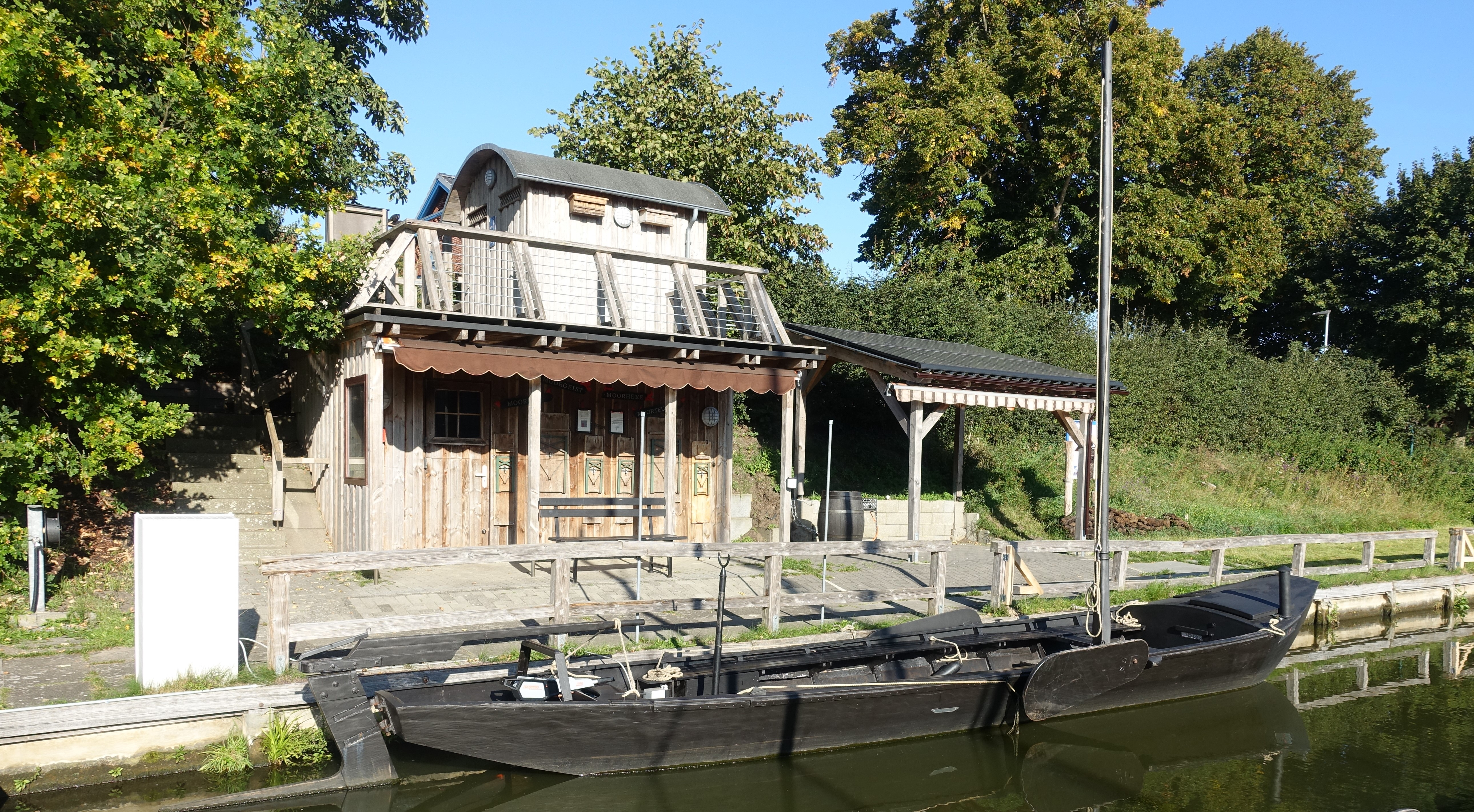
Torfkahn (Nachbau) im Hafen von Osterholz-Scharmbeck

Zwischen 1765 und 1766 wurde unter Aufsicht des Moorkommissars Jürgen Christian Findorff der Osterholzer Hafenkanal gebaut. Der Kanal ist rund zwei Kilometer lang, so dass sich das Hafenbecken am Stadtrand befindet. Heute sind Hafen und Kanal nur noch von Sport- und Motorbooten belegt, die ein erhebliches Freizeitpotential darstellen.

#### Luftverkehr
Das Segelfluggelände Osterholz-Scharmbeck liegt etwa 1 km südöstlich des Zentrums.

#### Post
Eine Post in Osterholz-Scharmbeck existierte offiziell seit 5. Juli 1665 (siehe Postgeschichte von Osterholz-Scharmbeck). Die letzte Filiale der Deutschen Post befand sich am Marktplatz gegenüber der Volksbank; alle anderen und vorherigen Standorte in der Stadt wurden bereits vorher aufgegeben.
Die Geschäftsräume am Marktplatz wurden zunächst von einem externen Anbieter weiter betrieben. Im Zuge der Auflösung des Postmonopols befinden sich auf Stadtgebiet seit 2011 entsprechenden Filialen und Packstationen diverser KEP-Dienste.

## Persönlichkeiten

### Ehrenbürger
- Inge Küster (1929–2011), Unternehmerin[29]
- Fritz Bokelmann (* 1940), Verbands- und Verwaltungsratsvorsitzender des Bundesverbands der Deutschen Volksbanken und Raiffeisenbanken (BVR)[29][30]

### Söhne und Töchter der Stadt
- Sophie Eleonore von Braunschweig-Wolfenbüttel-Bevern (1674–1711), Prinzessin aus dem Haus der Welfen, Kanonissin im Stift Gandersheim
- Christian Georg Theodor Ruete (1810–1867), erster ordentlicher Professor für Augenheilkunde
- Adolf Philippi (1843–1918), klassischer Philologe und Kunsthistoriker
- Heinrich Aumund (1873–1959), Hochschullehrer und Unternehmer
- Christian Bummerstedt (1887–1935), Schauspieler und Architekt
- Dietrich W. Dreyer (1887–1961), Ingenieur und Filmproduzent
- Heinrich Horstmann (1889–1965), Bürgermeister, Kreisdirektor und Stadtdirektor
- Hermann F. Reemtsma (1892–1961), Tabakindustrieller
- Philipp Fürchtegott Reemtsma (1893–1959), Unternehmer
- Carl Katz (1899–1972), Unternehmer und Vorsitzender der jüdischen Gemeinde Bremen
- Eduard Neumann (1903–1985), ordentlicher Professor und Rektor der Freien Universität Berlin
- Hans-Heinrich Harms (1914–2006), Bischof der Evangelisch-lutherischen Landeskirche Oldenburg von 1967 bis 1985
- Arnold Thill (1914–2001), Politiker (SPD), Mitglied der Bremischen Bürgerschaft
- Ernst Knuth (* 1930), Bürgermeister
- Hans Siewert (1932–2019), Heimatforscher und Autor
- Hans Wilhelm Sotrop (* 1935), Maler und Grafiker
- Volker Kahrs (1951–2008), Pianist, Komponist, Musikproduzent und Mitglied der Rockgruppe Grobschnitt
- Herbert Behrens (* 1954), Gewerkschafter und Politiker (Die Linke), MdB
- Bodo Ramelow (* 1956), Politiker (Die Linke), Ministerpräsident von Thüringen (seit 2014) und ehemaliger Bundesratspräsident (November 2021 bis Oktober 2022)
- Susanne Ahlers (* 1959), politische Beamtin
- Eike Becker (* 1962), Architekt und Designer
- Olaf Schmidt (* 1962), Jetpilot und Segel-Kunstflugpilot
- Lutz Jobs (* 1964), Politiker (GAL, Die Linke)
- Roland Baar (1965–2018), Rudersportler
- Elina Kritzokat (* 1971), Übersetzerin

### Personen, die mit der Stadt in Verbindung stehen
- Jürgen Christian Findorff (1720–1792), Moorkolonisator
- Will Quadflieg (1914–2003), Theaterschauspieler
- Hildegard Wohlgemuth (1917–1994), Schriftstellerin
- Kurt Albrecht (1927–1945), Deserteur im Zweiten Weltkrieg
- Michael Leckebusch (1937–2000), Fernsehredakteur, Regisseur und Produzent (Beat-Club)
- Vera F. Birkenbihl (1946–2011), Managementtrainerin und Sachbuchautorin
- Matthias Seeger (* 1955), Präsident des Bundespolizeipräsidiums
- Sabine Reuter (* 1956), Rudersportlerin, lernte das Rudern beim RV OSCH
- Tom Redecker, alias The Perc, (* 1958), deutscher Musiker, Musikproduzent und Betreiber des Musiklabel Sireena Records
- Lars Schmitz-Eggen (* 1965), Autor und Journalist
- Marco Gevatter (* 1974), Botschafter Deutscher Kinderverein, Hall of Fame Martial Arts Europe[31][32], Kampfsportmeister KMC und Profi Boxtrainer BDB, Initiator Budo-Sportler mit Herz
- Jan Garner (* 1981), Mehrmaliger deutscher Meister im Pétanque
- Leyla Îmret (* 1987), Bürgermeisterin der Stadt Cizre im Südosten der Türkei für die pro-kurdische HDP